# 小行星9325
小行星9325（英語：9325 Stonehenge）是一颗围绕太阳公转的小行星。1989年4月3日，艾瑞克·怀特·埃尔斯特在拉西拉天文台发现了此天体。
这颗小行星的绝对星等为302.3236831436686等。